# Гаплогруппа R1a-SUR51 (Y-ДНК)
R1a-SUR51 — Y-хромосомная отцовская линия, найденная у современных башкир, мишар, венгров и сербов.
Согласно данным палео-ДНК, линия R1a-SUR51 была представлена в
династии Арпадов субкладом R1a-ARP11.

## Родо-племенная принадлежность и ареал расселения представителей линии R1a-SUR51
Представители линии R1a-SUR51 расселены в настоящее время в Башкирии, Татарстане, Нижегородской и Рязанской областях, в Венгрии и в Сербии.

## Палеогенетика королей династии Арпадов
В настоящее время два короля из династии Арпадов в результате палеогенетических исследований установлены как представители линии R1a-SUR51: это Бела III (субклад R1a-ARP11>R1a1a1b2a2a1c3a3b-ARP10) и Ласло I Святой (субклад R1a-ARP5>R1a-ARP11>ARP11*).

## Этногеномное древо
R1a-Z645>Z93>Z94>Z2123>Z2124>Z2125> Y2632>Y2633>SUR51.
Предковый субклад R1a-Y2632 был найден у представителя сакских племён Тянь-Шаня, датировка захоронения 427—422 гг. до н. э..